# Xunduk
Xunduk - Шундук (rus) - és un khútor de la República d'Adiguèsia, a Rússia. Es troba a 5 km al nord-oest de Ponejukai i a 69 km al nord-oest de Maikop, la capital de la república.
Pertany al municipi de Ponejukai.